# Nennförderleistung
Die Nennförderung gibt die Förderleistung einer Pumpe nach den gültigen DIN-Normen an.
Im Bereich der Feuerwehren in Deutschland wird die Nennförderleistung bei Feuerlöschkreiselpumpen stets bei 8 bar Druck angegeben. So fördert bei 8 bar Ausgangsdruck:
- eine Tragkraftspritze 8 (TS8) mindestens 800 Liter Wasser pro Minute
- ein Löschgruppenfahrzeug 16 (LF 16) mindestens 1600 Liter Wasser pro Minute.

Die reale Förderleistung ist meist erheblich höher.